# 海利赫萊戰役 (1568年)
海利赫萊戰役（荷蘭語：Slag bij Heiligerlee），發生於1568年5月23日格羅寧根省的海利赫萊，交戰雙方是荷蘭反抗軍與西班牙菲士蘭省軍團，最終成為荷蘭在八十年戰爭中的首場勝利。

## 背景
西屬尼德蘭的格羅寧根省遭反抗軍入侵，當中有拿騷的路易斯率領的3,900名步兵及拿騷的阿道夫率領的200名騎兵，兩位指揮官都是奧蘭治親王威廉一世的兄弟。反抗軍的目的是發起武裝革命，對抗尼德蘭的西班牙統治者。西班牙方面，菲士蘭省省督兼阿倫貝格公爵讓·德利涅則有3,200名步兵及20名騎兵。

## 戰役過程
阿倫貝格公爵起初選擇避戰，並等待梅根伯爵（Count of Meghem）的援軍到來。然而5月23日時，阿道夫的騎兵引誘他出擊，並在海利赫萊修道院伏擊。西軍最終踏入丘陵間的沼澤地，成為瓦隆雇傭軍的獵物。荷蘭反抗軍以路易斯步兵為主，並最終擊敗西班牙部隊。荷蘭反抗軍雖然戰死了阿道夫在內的50人，但讓西軍損失超過450人，此外反抗軍也俘獲七門加農炮。

## 後續發展
然而反抗軍的入侵未能攻佔任何城市，並在不久後的耶明根戰役中遭到擊敗。
荷蘭國歌《威廉頌》有一句提到拿騷的阿道夫之死：
|  | ...阿道夫爵士在菲士蘭戰役中喪命，... |

|  | Graef Adolff is ghebleven, In Vriesland in den slaech, |

## 註腳
1. ↑  Dupuy, R. Ernest and Trevor N. Dupuy, Harper Encyclopedia of Military History, (HarperCollins Publishers, 1993), 528.
2. ↑  Menzel, Wolfgang, The history of Germany: from the earliest period to 1842, Vol.2, (George Bell & sons, 1908), 293.
3. ↑  Laffin, John, Brassey's Dictionary of Battles, (Barnes & Noble Inc., 1995), 194.
4. ↑  Laffin, 194.